# Jusqu'à plus soif (film)
Jusqu'à plus soif est un film français réalisé par Maurice Labro, sorti en 1962.

## Synopsis
Une jeune institutrice est nommée dans un petit village normand. Jusque-là, un commerce d'alcool produit par des alambics illégaux était florissant, mais la jeune femme, constatant que même ses élèves étaient atteints par la consommation d'alcool, décide de lutter contre ce trafic. Tout le monde autour d'elle est complice soit par intérêt, soit par ignorance, même la directrice de l'école ne voit pas d'inconvénient à ce que les boissons qu'apportent les élèves à l'école soient alcoolisées. La production de goutte de la région est achetée par un trafiquant sans scrupules, l'Américain, qui organise des transports de nuit en camion vers Paris. Elle doit faire face à de nombreux obstacles et payer de sa personne pour tenter d'éradiquer, avec l'aide des autorités, le trafic d'alcool des villageois et le fléau de l'alcoolisme.

## Visée éducative
Au cours du film, plusieurs interventions de l'institutrice énoncent des préventions anti-alcooliques qui sont visiblement destinées aussi aux spectateurs. Une annonce au début du film indique que les noms de lieux et de personnes sont imaginaires et que toute ressemblance ou similitude avec des noms réels ne seraient que de simples coïncidences, mais juste après on peut lire « En revanche, les événements et les personnages de ce film ne sont pas imaginaires. Ils reflètent malheureusement la plus navrante réalité ».

## Fiche technique
- Titre : Jusqu'à plus soif
- Réalisation : Maurice Labro
- Scénario : Maurice Labro, Jean Meckert d'après son roman éponyme
- Musique : Georges Garvarentz
- Producteur : René Thévenet
- Film en noir et blanc
- Genre : Film policier
- Durée : 110 minutes
- Dates de sortie 
  - France : 16 mai 1962
  - Italie : 1965

## Distribution
- Pierre Michael : Pierre 'Pierrot' Soulage
- Juliette Mayniel : Marie-Anne
- Bernadette Lafont : Solange
- Henri-Jacques Huet : Augereau
- René Dary : Bardin
- Noël Roquevert : le père Soulage
- Maryse Martin : la mère Soulage
- Margo Lion : Mlle Dozier
- Adrienne Servantie :
- Bryant Haliday : l'américain